# Lew Jerzy Sapieha
Lew Jerzy Sapieha (ur. 10 lipca 1913 w Spuszy koło Grodna, zm. 7 grudnia 1990 w Eastbourne) – polski dziennikarz i tłumacz.

## Życiorys
Walczył w wojnie obronnej w 1939, w szeregach 9 pułku Ułanów Małopolskich, za udział w kampanii został odznaczony Krzyżem Walecznych, następnie dostał się do niewoli niemieckiej i przebywał do końca II wojny światowej w obozie jenieckim Oflag II C Woldenberg, gdzie uczestniczył czynnie w życiu kulturalnym obozu. Po wojnie pozostał na emigracji.
W latach 1953–1969 był dziennikarzem sekcji polskiej BBC, gdzie używał pseudonimu Jerzy Siewierski, pracował jako lektor, pisał teksty satyryczne, był pomysłodawcą i autorem pierwszych odcinków serialu radiowego Rodzina Bednarzy, nadawanego od 1963. Był autorem wspomnień wojennych Wojna z wysokości siodła (Londyn, 1965, wznowienia 1986, 1996), które do Nagrody Wiadomości nominowali Marian Kukiel i Kazimierz Wierzyński, a poparł także Józef Mackiewicz, a także licznych noweli i wierszy.
Przetłumaczył na angielski książki Józefa Mackiewicza The Katyn wood murders i Drogę donikąd.
Syn Eustachego Kajetana, brat Jana Andrzeja, Eustachego Seweryna i Elżbiety.